# Demokracja w Rosji

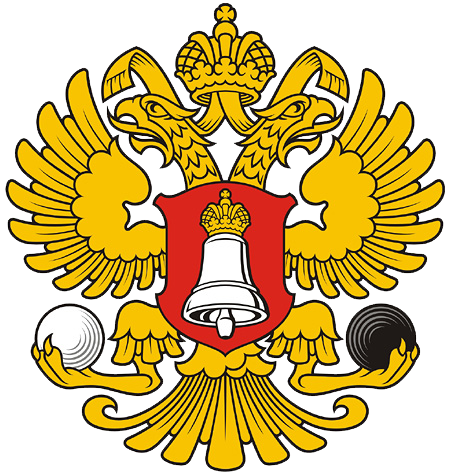
Godło Centralnej Komisji Wyborczej Federacji Rosyjskiej ustanowionej w 1995 r.

Demokracja w Rosji – forma demokracji w państwie rosyjskim, stanowiącym republikę federalną o semiprezydenckim systemie rządów. W wielu okresach historii przybierała różne, niekiedy oryginalne formy ustrojowe, w innych z kolei niemal całkowicie zanikała ustępując monarchii absolutnej lub dyktaturze sekretarza generalnego KPZR. Obecnie demokracja w Rosji uważana jest za słabo rozwiniętą, ale jednocześnie nieustannie ewoluującą.

## Historia demokracji w Rosji

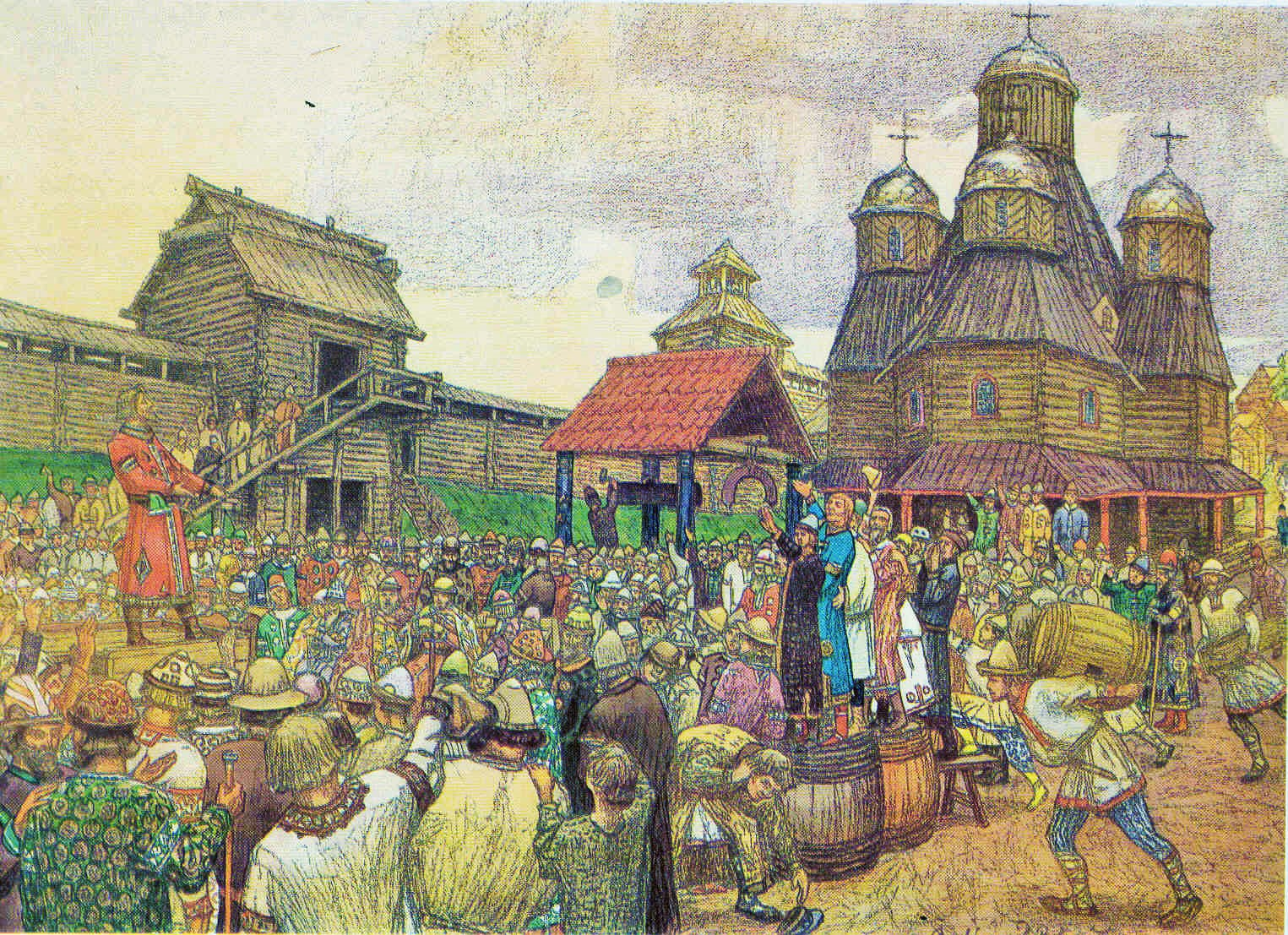
Wiec pskowski. Obraz Wiktora Wasniecowa

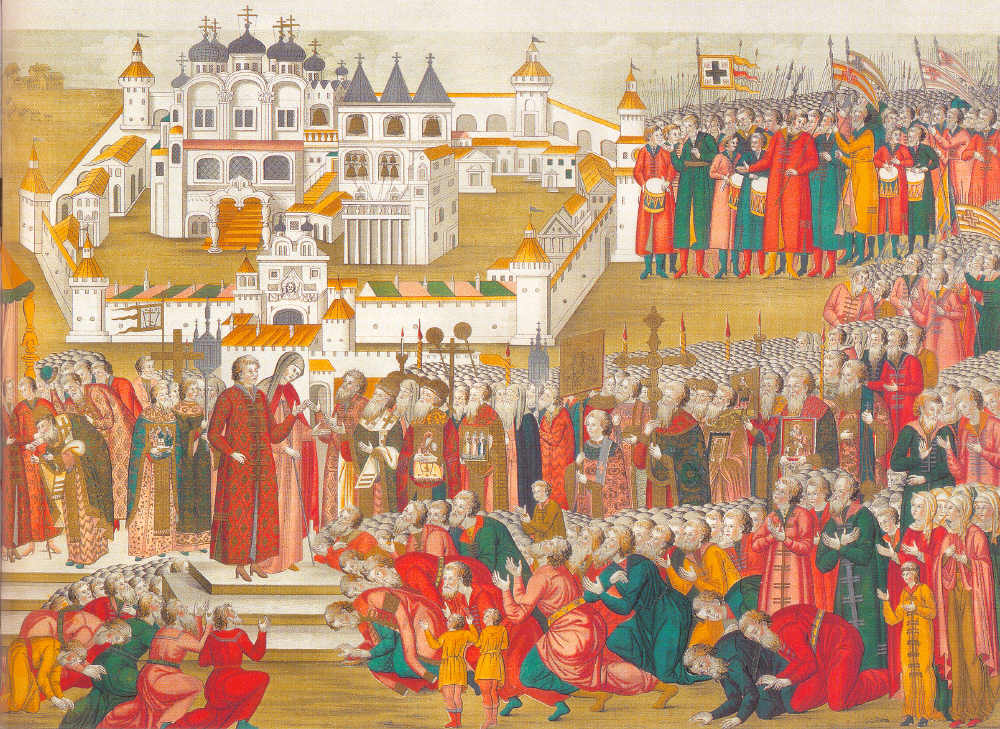
Sobór Ziemski w 1612 r. Tłum zgromadzony przed Monastyrem Ipatiewskim prosi matkę Michaiła Romanowa, by pozwoliła mu wyjechać do Moskwy na koronację carską. Iluminacja książki z 1673 r.

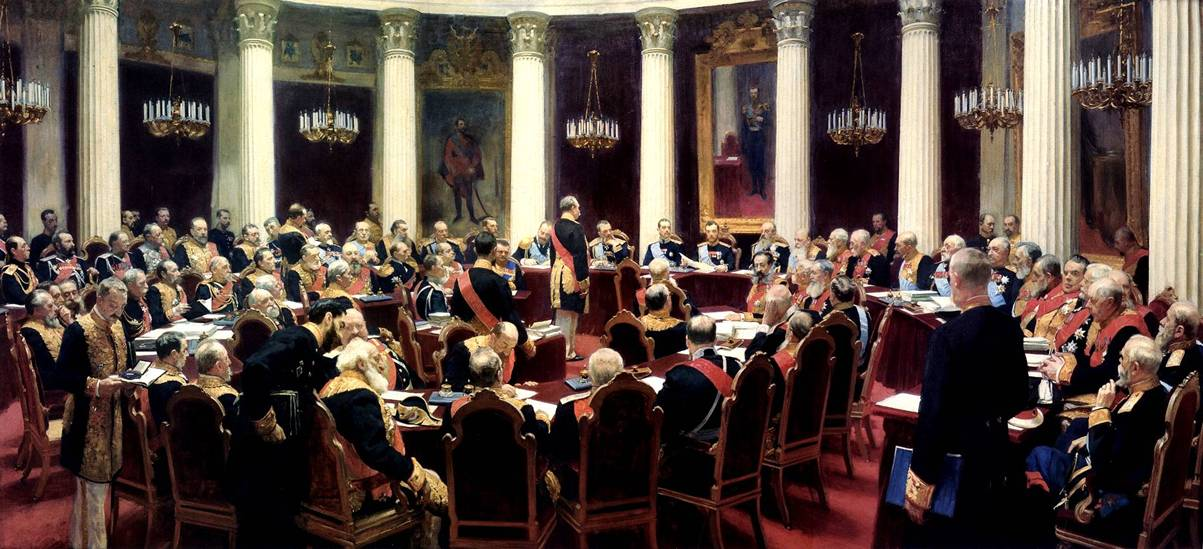
Rada Państwa Imperium Rosyjskiego, posiedzenie z dnia 7 maja 1901 r. – obraz pędzla Ilji Riepina z 1903 r. Muzeum Rosyjskie w Sankt Petersburgu.

### Demokracja w średniowiecznej Rusi
Rosja należy do państw o starych tradycjach demokratycznych. Duma jako organ władzy prawodawczej wykształciła się na Rusi już w X wieku, a prawo do uczestniczenia w Dumie mieli aż do 1711 roku zarezerwowane wyłącznie bojarzy, diakowie (przewodniczący prikazów) i dworiaństwo. W średniowieczu, w okresie rozbicia dzielnicowego Rusi, na obszarze pomiędzy Bałtykiem i Uralem istniała Republika Nowogrodzka (1136–1478), z której z czasem wyodrębniła się także Republika Pskowska (1348–1510) i Republika Wiacka (1452–1489), później wcielone do Wielkiego Księstwa Moskiewskiego. Władzę w republikach sprawował wiec złożony z bojarów i warstwy wolnych mieszczan, który m.in. ustalał wysokość podatków, wybierał kniazia, stanowiącego głowę państwa i zarazem posiadał prawo jego odwołania. Podobne ustroje posiadały w owych czasach: Islandia, Republika Wenecka i Republika Raguzy.

### Demokracja w Carstwie Rosyjskim
W latach 1549–1684 przez cara (a w okresie bezkrólewia przez Dumę) zwoływane były Sobory Ziemskie. Do ich kompetencji należały m.in. wybór nowego cara oraz prawodawstwo, które mogło być dodatkowo sankcjonowane przez monarchę. W 1613 Sobór Ziemski Carstwa Rosyjskiego, złożony z wielkoruskiego duchowieństwa, bojarów, mieszczan i wolnych chłopów, wybrał na cara księcia Michała Romanowa kończąc tym samym okres wielkiej smuty.
Od połowy XVI wieku carowie zaczęli umacniać swoją pozycję kosztem bojarów i Dumy, wprowadzając stopniowo rządy absolutystyczne. W 1550 roku pod naciskiem Iwana IV Groźnego wydano nowy Sudiebnik. Zmiany polegały na wyjęciu spod jurysdykcji urzędników dzieci bojarskich, stanowiących podporę władzy carskiej. Potomkowie bojarów rosyjskich mieli odtąd podlegać jedynie carowi, który sprawował nad nimi władzę sądowniczą. W 1682 roku car Fiodor III zniósł miestniczestwo, co ostatecznie doprowadziło do osłabienia pozycji bojarów względem władcy i ustanowienia absolutyzmu carskiego w kwestiach państwowych. W 1711 roku Duma została zastąpiona przez Senat Rządzący, który istniał do obalenia monarchii.

### Demokracja w Imperium Rosyjskim
Stopniowy regres władzy absolutnej w Rosji następował od końca XVIII wieku. W 1785 roku caryca Katarzyna II wydała Gramotę szlachecką, ustanawiającą prawa i przywileje dla szlachty. W tym samym roku wydano również Gramotę miejską, oficjalnie ustanawiającą stan mieszczański i kupiecki z własnym samorządzem miejskim. W 1810 roku car Aleksander I powołał Radę Państwa – najwyższy organ ustawodawczy w Imperium Rosyjskim oraz najwyższy organ doradczy carów rosyjskich. Car Aleksander II przeprowadził w 1861 uwłaszczenie chłopów, wprowadził niezależny system sądowniczy, samorząd terytorialny (ziemski) i walnie przyczynił się do rozwoju samorządu miejskiego.
W następstwie rewolucji w 1905 car Mikołaja II wydał 30 października 1905 roku manifest zapowiadający zaprowadzenie: prawa do zgromadzeń, wolności słowa, wolności prasy, prawa do zrzeszania się. Reaktywowano również organ przedstawicielski (Dumę) o uprawnieniach ustawodawczych, który istniał do 6 października 1917 roku, kiedy został rozwiązany na polecenie Rządu Tymczasowego. Po rewolucji październikowej została 12 listopada 1917 roku demokratycznie wybrana Konstytuanta, którą jednak 6 stycznia 1918 roku zlikwidowali bolszewicy.

## Demokracja w Federacji Rosyjskiej
Do demokratycznych wyborów Rosja powróciła w ostatnich latach istnienia ZSRR w okresie pieriestrojki. 26 III 1989 odbyły się pierwsze alternatywne wybory do Zjazdu Deputowanych Ludowych, w którym zawiązała się opozycyjna Międzyregionalna Grupa Deputowanych. Pod jej naciskiem 15 III 1990 zniesiono konstytucyjną klauzulę o kierującej roli partii komunistycznej i proklamowano system wielopartyjny. 26 III 1990 odbyły się demokratyczne wybory do parlamentu Rosyjskiej FSRR oraz rad lokalnych. Przewodniczącym Rady Najwyższej Rosji obrano opozycjonistę Borysa Jelcyna, który w czerwcu 1991 zwyciężył w pierwszych wyborach prezydenckich w historii Rosji. W 1993 doszło do kryzysu konstytucyjnego, rozwiązania parlamentu i zniesienia radzieckiej konstytucji. Opór parlamentu przerodził się w pucz który został stłumiony przez wierne prezydentowi wojsko. Pierwsze poradzieckie wybory do Dumy odbyły się 12 XII 1993 r. wraz z wyborami do Rady Federacji i referendum konstytucyjnym. Kadencja pierwszej Dumy i Rady Federacji trwała 2 lata. Zniesiono wówczas bezpośrednie wybory do Rady Federacji i wprowadzono klauzulę o tym, że tę Radę tworzą przewodniczący regionów (obierani bezpośrednio przez ludność) oraz przewodniczący parlamentów lokalnych. Kolejne wybory do Dumy odbyły się w 1995, 1999, 2003 i 2007 r. W 2000 zreformowano Radę Federacji – od tego czasu składa się z przedstawicieli powoływanych przez przewodniczących regionów oraz parlamenty lokalne. W 2005 zniesiono bezpośrednie wybory przewodniczących władzy wykonawczej regionów. Od tej pory kandydatów na przewodnioczących zgłasza prezydent a ich kandydaturę zatwierdza lokalny parlament. W przypadku odmowy zatwierdzenia przez parlament trzech kolejnych kandydatów prezydenta, głowa państwa posiada prawo do rozwiązania tego parlamentu. Wówczas kandydatów prezydenta zatwierdza lub odrzuca nowo wybrany parlament. W kwietniu 2012, ówczesny prezydent Rosji Dmitrij Miedwiediew zainicjował nową ustawę, która przewróciła bezpośrednie wybory gubernatorskie. 2 kwietnia 2013 prezydent Władimir Putin wprowadził korekty do tej ustawy nadając podmiotom federacji prawo zamiany wyborów bezpośrednich na posadę gubernatora na wybory pośrednie z przez parlament regionalny. Przy tym przez Kreml była otwarcie zadeklarowana potrzeba uniknięcia wyborów bezpośrednich w sześciu republikach Kaukazu Północnego (Dagestan, Inguszetia, Kabardo-Bałkaria, Karaczajo-Czerkiesja, Osetia Północna, Czeczenia). Po anektowaniu Krymu w powołanych na tym terenie Republice Krymu oraz mieście wydzielonym Sewastopolu ustalono tryb obrania głowy regiony przez regionalny parlament, ale w 2016 w Sewastopolu wprowadzono wybory bezpośrednie. Na przełomie 2014-2015 w trzech okręgach autonomicznych (Chanty-Mansyjski, Jamalsko-Nieniecki, Nieniecki) wprowadzono wybory głowy okręgu przez parlament okręgu.
Federacja Rosyjska jest obecnie de iure państwem demokratycznym z silną rolą prezydenta w systemie politycznym. Władzę ustawodawczą posiada bikameralny parlament, wykonawczą – prezydent i rząd, a sądowniczą – niezawisłe sądy. Rosja jest federacją, składającą się z republik, krajów, obwodów, miast o znaczeniu federalnym, obwodów autonomicznych i okręgów autonomicznych.

### Krytyka ustroju politycznego Federacji Rosyjskiej
Krytyka obecnego ustroju politycznego Rosji reprezentowana jest przez wiele różnych grup politycznych o zasadniczo odmiennych światopoglądach. Krytycy sympatyzujący z niektórymi ugrupowaniami komunistycznymi lub konserwatywnymi zarzucają obecnym władzom zbytnią liberalizację państwa i poddają krytyce system semiprezydencki w Rosji. W zależności od reprezentowanych poglądów krytycy promują system prezydencki, system parlamentarny oparty na dominacji jednej partii lub rywalizacji co najwyżej dwóch partii politycznych, ewentualnie powrót do monarchii.

#### Krytyka liberalna
Do drugiej grupy są zaliczani krytycy szerokich kompetencji prezydenta w państwie rosyjskim, zwolennicy demokracji parlamentarnej lub bezpośredniej, dążący na ogół do większej liberalizacji i decentralizacji państwa.
Zdaniem m.in. polskiej politolog Olgi Nadskakuły, obecny rosyjski ustrój polityczny jest pseudopartyjny. Zdaniem Michaiła Krasnowa, w Rosji panuje „reżim personalistyczny”, czyli system-hybryda, w którym większość jawnych i ukrytych prerogatyw władzy skupiona jest w ręku jednostki, z jednoczesnym formalnym zachowaniem zasad i instytucji właściwych ustrojom konstytucyjnym. Według Siergieja Markowa formalnie w Rosji funkcjonują instytucje i procedury demokratyczne, lecz faktycznie opozycja miałaby być kreowana przez władzę w celu stwarzania pozorów rywalizacji różnych ugrupowań politycznych. Olga Nadskakuła uważa, że rosyjskie partie są tworami efemerycznymi, bezideowymi, źle zorganizowanymi, powstałymi nierzadko na zamówienie Kremla i przez niego kontrolowanymi. Osią podziału socjopolitycznego miałyby być nie kwestie ideologiczne, stosunek do reform gospodarczych, ale przede wszystkim lojalność wobec prezydenta, rządu i kreowanej przez nich polityki. W celu określenia rosyjskiego systemu politycznego historyk Dmitrij Furman oraz ukraiński publicysta Mykoła Riabczuk używają pojęcia „demokracji imitacyjnej”, twierdząc, że w Rosji instytucje demokratyczne i normy prawne są tylko pewną dekoracją, kryjącą reżim autorytarny. Miałyby o tym świadczyć rządowe deklaracje przywiązania do norm demokratycznych, zawierające sformułowania: "demokracja nieliberalna", "częściowa", "sterowana", "elektoralna", "suwerenna". Wiktor Jerofiejew porównuje współczesną Rosję do Hiszpanii za rządów Franco. Michael McFaul zauważa, że dzisiejsza Rosja jest bardziej demokratyczna niż Związek Radziecki, ale realna treść demokratyczna wielu instytucji rosyjskiej demokracji uległa w znacznym stopniu erozji po 2000 roku. Wybrany na stanowisko prezydenta w 2000 roku Władimir Putin miał w przeciągu swych rządów systematycznie osłabiać lub znosić ograniczenia swojej władzy, wzmacniając jednocześnie zdolność państwa do naruszania konstytucyjnych praw obywateli. Władimir Putin miał zdaniem Maszy Gessen i Oli Cichowlas stopniowo likwidować dorobek demokratycznych przemian z okresu prezydentury Borysa Jelcyna, zmienić system wyborczy podnosząc rolę prezydenta, wprowadzić kontrolę państwową nad mediami i pozbyć się konkurentów politycznych, koncentrując całą władzę w rękach swoich zwolenników. Zdaniem Arsienija Roginskiego "putinowska rewolucja" (albo „kontrrewolucja”) lat 2003–2005 miała położyć kres pluralizmowi życia politycznego, przekształcając gubernatorów w kremlowskich namiestników oraz poddając pełnej kontroli parlament, a absolutna kontrola telewizji i niemal zupełna kontrola drukowanej prasy miały dopełnić dzieła. Brytyjski historyk Andrew Wilson, wnioskuje, że Rosja jest przykładem państwa, w którym prowadzi się wirtualną politykę: większość tego, co w Rosji wygląda jako akceptacja wartości demokratycznych, jest w rzeczywistości falsyfikatem, reżyserowanym spektaklem, potrzebnym do utrzymywania politycznego status quo. W tym ostatnim ma również pomóc prowadzenie szeroko zakrojonej polityki historycznej. Komentując pojęcie "rosyjski standard demokratyczny", rosyjski dziennikarz i inicjator kampanii społecznej "Putin musi odejść" Andriej Piontkowski podkreśla, że w Rosji nie ma totalitaryzmu otwartego i zamiast tego  mamy "miękki reżim totalitarny" (ang. soft totalitarian regime). Żanna Niemcowa, rosyjska dziennikarka i córka założyciela Republikańskiej Partii Rosji  Borisa Niemcowa, dostrzega w Rosji „tylko duchową degradację, nic poza tym”, bo w krajach pozbawionych wolności człowiek nie ma szans pełnego rozwoju.